# 厉庄镇
厉庄镇为江苏省连云港市赣榆县下辖镇，地处赣榆县西北丘陵山区，是省际边界山区镇，境内厉大路纵贯南北，242省道、石林线贯穿东西。
截至2007年，总面积61平方千米，辖16个行政村，人口3.48万。有大小山头12座，小型水库9座。

## 经济
2007年，实现地区生产总值2.77亿元，财政收人1491万元，农民人均纯收人5066元。

## 行政区划
以下详细区划及数据采用2007年底统计信息。
2007年底，面积61平方千米，辖16个行政村。

### 厉庄村
厉庄村有11个村民小组、1029户、3946口人、耕地面积216.11公顷。2007年实现工农业产值9516万元，农民人均纯收人5699元。该村为厉庄镇驻地。厉庄集是全县三大集市之一，也是苏鲁交界地区的一个大型农贸市场。其中驻地厉庄自然村有75%的户从事集市贸易，并从中走上致富路，连云港市恒博玩具有限公司就在该村。

### 山涧村
山涧村共3个村民小组、435户、1497口人、耕地面积137.20公顷。2007年工农业产值3787万元，农民人均纯收人4714元。

### 杨岭村
杨岭村共2个村民小组、255户、1013口人、耕地面积74公顷。2007年工农业产值2192元，农民人均纯收人3760元。该村为第一届赣榆县委驻地。

### 双河村
双河村共4个村民小组、514户、1950口人、耕地面积100.92公顷。2007年工农业产值2869万元，农民人均纯收人5396元。

### 河墩村
河墩村共4个村民小组，450户、1653口人、耕地面积121.66公顷。2007年工农业产值5020万元，农民人均纯收人5492元。该村科学规划养殖小区两个，主要从事养猪、羊、鸡、鹤鹑等，累计投人资金360万元，年创产值400多万元，已形成河墩养殖模式，多次为市县提供参观现场。

### 新坝村
新坝村共5个村民小组、475户、1816口人、耕地面积87.58公顷。2007年工农业产值6754万元，农民人均纯收人5804元。是江苏省百佳生态示范村，繁殖栽培蓝墓初具规模。种植面积达33.35公顷，是蓝幕种植专业村。

### 北林村
北林村共4个村民小组、421户、1709口人、耕地面积67.7公顷。2007年工农业产值3923万元，农民人均纯收人3465元。是厉庄镇养猪专业村，有规模以上养殖户30户，年出栏1000头以上;发挥八条路水库优势，养殖面积已达8公顷。

### 谭湖村
谭湖村共2个村民小组、280户、1140口人、耕地面积56.36公顷。2007年工农业产值2209万元，农民人均纯收人4890元。

### 谢湖村
谢湖村共4个村民小组、536户、1914口人、耕地面积117.26公顷。2007年工农业产值2614万元，农民人均纯收人4770元。该村大力发展果林业近万亩，主要品种有大樱桃、雪枣、日本桅柿、油桃等。茶叶基地面积20公顷，从事茶叶生产20多户。

### 东斗岭村
东斗岭村共2个村民小组、385户、1405口人、耕地面积69.36公顷。2007年工农业产值6275万元，农民人均纯收人3488元。境内花岗岩、矿泉水资源丰富，千江月牌矿泉水厂、和善石子厂等就座落在该村。

### 西斗岭村
西斗岭村共5个村民小组、771户、2766口人、耕地面积125.06公顷。2007年工农业产值3081万元，农民人均纯收入4730元。该村有经济林、防护林240公顷;二龙山旅游观光区就在该村。

### 赤涧一村
赤涧一村共4个村民小组、566户、2149口人、耕地面积166.02公顷。2007年工农业产值5133万元，农民人均纯收人5183元。中仁粮油食品有限公司就在该村。

### 赤涧二村
赤涧二村共6个村民小组、671户、2398口人、耕地面积166.02公顷。2007年工农业产值6510万元，农民人均纯收人4949元。村内拥有石子加工厂7家，铸件2家，以恒久、汇金铸造为主的工业小区已初具规模。

### 赤涧三村
赤涧三村共2个村民小组、240户、800口人、耕地面积35.42公顷。2007年工农业生产总值1383万元，农民人均纯收人3460元，年种西瓜近百亩，“西瓜种植专业村”。

### 岭南村
岭南村由4个自然村组成，共7个村民小组、670户、2626口人、耕地面积75.04公顷。2007年工农业产值4539万元，农民人均纯收人4997元。

### 翔凤岭村
翔凤岭村共3个村民小组、366户、1442口人、耕地面积81.64公顷。2007年工农业产值26以万元，农民人均纯收人5363元。全村有60%以上的农户经商，主要从事花生米收购、商品批发、服装销售等。

## 企业
- 赣榆县广进纺织品有限公司
- 连云港野山草食品有限公司
- 赣榆县恒久铸钢厂
- 连云港市龙子舒床垫厂
- 谢湖国家农业旅游示范点